# Primera División 2002-2003 (Spagna)
La Primera División 2002-2003 è stata la 72ª edizione della massima serie del campionato spagnolo di calcio, disputato tra il 31 agosto 2002 e il 22 giugno 2003 e concluso con la vittoria del Real Madrid, al suo ventinovesimo titolo.
Capocannoniere del torneo è stato Roy Makaay (Deportivo La Coruña) con 29 reti.

## Stagione

### Avvenimenti
L'avvio del campionato fu caratterizzato da una lotta al vertice fra il Celta Vigo, a punteggio pieno nelle prime tre gare, i campioni uscenti del Valencia e la Real Sociedad; i baschi si staccarono presto dal gruppo, inizialmente inseguiti dal Valencia e dal Maiorca e in seguito dal Deportivo La Coruña e dal Real Madrid, secondo al giro di boa con cinque punti di svantaggio sulla Erreala.
Nelle prime fasi del girone di ritorno le merengues si avvicinarono progressivamente alla vetta, completando la rimonta alla ventiquattresima. Il successivo tentativo di fuga venne vanificato alla trentesima, quando il Deportivo e la Real Sociedad operarono l'aggancio; nella giornata seguente i baschi si ritrovarono soli in testa alla classifica che, alla penultima giornata, vennero definitivamente sorpassati dalle merengues.
L'ultimo posto utile per la qualificazione in Champions League venne raggiunto all'ultima giornata dal Celta Vigo, che vinse la concorrenza del Valencia; i Xotos dovettero accontentarsi della qualificazione in Coppa UEFA, assieme a un Barcellona che, superando all'ultimo turno l'Athletic Bilbao, salvò una stagione negativa.
I verdetti in zona retrocessione furono decisi con due turni di anticipo e videro declassate Alavés, Recreativo Huelva e Rayo Vallecano.

## Squadre partecipanti
| Club                | Stagione | Città            | Stadio                | Stagione precedente                    |
| ------------------- | -------- | ---------------- | --------------------- | -------------------------------------- |
| Alavés              | dettagli | Álava            | Mendizorrotza         | 7º posto in Primera División           |
| Athletic Bilbao     | dettagli | Bilbao           | San Mamés             | 9º posto in Primera División           |
| Atlético Madrid     | dettagli | Madrid           | Vicente Calderón      | 1º posto in Segunda División, promosso |
| Barcellona          | dettagli | Barcellona       | Camp Nou              | 4º posto in Primera División           |
| Real Betis          | dettagli | Siviglia         | Ruiz de Lopera        | 6º posto in Primera División           |
| Celta Vigo          | dettagli | Vigo             | Balaídos              | 5º posto in Primera División           |
| Deportivo La Coruña | dettagli | La Coruña        | Riazor                | 2º posto in Primera División           |
| Espanyol            | dettagli | Barcellona       | Lluís Companys        | 14º posto in Primera División          |
| Malaga              | dettagli | Malaga           | La Rosaleda           | 10º posto in Primera División          |
| Maiorca             | dettagli | Palma di Maiorca | Son Moix              | 16º posto in Primera División          |
| Osasuna             | dettagli | Pamplona         | El Sadar              | 17º posto in Primera División          |
| Racing Santander    | dettagli | Santander        | El Sardinero          | 2º posto in Segunda División, promosso |
| Rayo Vallecano      | dettagli | Madrid           | Teresa Rivero         | 11º posto in Primera División          |
| Real Madrid         | dettagli | Madrid           | Santiago Bernabéu     | 3º posto in Primera División           |
| Real Sociedad       | dettagli | San Sebastián    | Anoeta                | 13º posto in Primera División          |
| Recreativo Huelva   | dettagli | Huelva           | Nuevo Colombino       | 3º posto in Segunda División, promosso |
| Siviglia            | dettagli | Siviglia         | Ramón Sánchez Pizjuán | 8º posto in Primera División           |
| Valencia            | dettagli | Valencia         | Mestalla              | 1º posto in Primera División           |
| Real Valladolid     | dettagli | Valladolid       | Nuevo José Zorrilla   | 12º posto in Primera División          |
| Villarreal          | dettagli | Villarreal       | El Madrigal           | 15º posto in Primera División          |

## Allenatori e primatisti
| Squadra             | Allenatore                                                                                           | Calciatore più presente                     | Cannoniere                                       |
| ------------------- | --- | ------------------------------------------- | ------------------------------------------------ |
| Alavés              | José Manuel Esnal (1ª-31ª) Jesús Aranguren (32ª-38ª)                                                 | Iván Alonso (37)                            | Rubén Navarro (10)                               |
| Athletic Bilbao     | Jupp Heynckes                                                                                        | Santiago Ezquerro (35)                      | Joseba Etxeberria (14)                           |
| Atlético Madrid     | Luis Aragonés                                                                                        | José María Movilla (33)                     | Fernando Torres (13)                             |
| Barcellona          | Louis van Gaal (1ª-19ª) Antonio de la Cruz (20ª) Radomir Antić (21ª-38ª)                             | Patrick Kluivert, Javier Saviola (36)       | Patrick Kluivert (16)                            |
| Betis               | Víctor Fernández                                                                                     | Antonio Prats (38)                          | Fernando Miguel Fernández Escribano (15)         |
| Celta Vigo          | Miguel Ángel Lotina                                                                                  | Pablo Cavallero, Edu (36)                   | Edu (12)                                         |
| Deportivo La Coruña | Javier Irureta                                                                                       | Roy Makaay (38)                             | Roy Makaay (29)                                  |
| Espanyol            | Juande Ramos (1ª-5ª) Ramón Moya (6ª-14ª) Javier Clemente (15ª-38ª)                                   | Maxi Rodríguez (37)                         | Savo Milošević (12)                              |
| Mallorca            | Gregorio Manzano                                                                                     | Leonardo Franco (36)                        | Samuel Eto'o (14)                                |
| Málaga              | Joaquín Peiró (1ª-37ª) Juan Carlos Añón (38ª)                                                        | Pedro Contreras, Manu Sánchez (36)          | Julio Dely Valdés (10)                           |
| Osasuna             | Javier Aguirre                                                                                       | César Cruchaga, Antonio López Guerrero (36) | John Aloisi (8)                                  |
| Racing Santander    | Manuel Preciado (1ª-18ª) Chuchi Cos (18ª-34ª)                                                        | Javi Guerrero (35)                          | Javi Guerrero (15)                               |
| Rayo Vallecano      | Fernando Vázquez (1ª-18ª) José Luis Martín (19ª) Gustavo Benítez (20ª-29ª) Antonio Iriondo (30ª-38ª) | Roberto Peragón (36)                        | Julio Álvarez (8)                                |
| Real Madrid         | Vicente Del Bosque                                                                                   | Iker Casillas (38)                          | Ronaldo (23)                                     |
| Real Sociedad       | Raynald Denoueix                                                                                     | Aitor López Rekarte, Sander Westerveld (37) | Nihat Kahveci (23)                               |
| Recreativo Huelva   | Luis Lucas Alcaraz                                                                                   | Raúl Molina (35)                            | Raúl Molina (10)                                 |
| Siviglia            | Joaquín Caparrós                                                                                     | Antonio Notario (37)                        | José Antonio Reyes (8)                           |
| Valencia            | Rafael Benítez                                                                                       | Rubén Baraja (35)                           | Fábio Aurélio, Pablo César Aimar, John Carew (8) |
| Real Valladolid     | Josep Moré                                                                                           | Albano Bizzarri (38)                        | David Aganzo (9)                                 |
| Villarreal          | Víctor Muñoz (1ª) Francisco García Gómez (2ª) Benito Floro Sanz (3ª-38ª)                             | Jorge López (36)                            | Jorge López, Víctor (8)                          |

## Classifica finale
|       | Pos. | Squadra             | Pt | G  | V  | N  | P  | GF | GS | DR  |
| ----- | ---- | ------------------- | -- | -- | -- | -- | -- | -- | -- | --- |
|       | 1.   | Real Madrid         | 78 | 38 | 22 | 12 | 4  | 86 | 42 | +44 |
|       | 2.   | Real Sociedad       | 76 | 38 | 22 | 10 | 6  | 71 | 45 | +26 |
|       | 3.   | Deportivo La Coruña | 72 | 38 | 22 | 6  | 10 | 67 | 47 | +20 |
|       | 4.   | Celta Vigo          | 61 | 38 | 17 | 10 | 11 | 45 | 36 | +9  |
|       | 5.   | Valencia            | 60 | 38 | 17 | 9  | 12 | 56 | 35 | +21 |
|       | 6.   | Barcellona          | 56 | 38 | 15 | 11 | 12 | 63 | 47 | +16 |
|       | 7.   | Athletic Bilbao     | 55 | 38 | 15 | 10 | 13 | 63 | 61 | +2  |
|       | 8.   | Real Betis          | 54 | 38 | 14 | 12 | 12 | 56 | 53 | +3  |
| [ 5 ] | 9.   | Maiorca             | 52 | 38 | 14 | 10 | 14 | 49 | 56 | -7  |
|       | 10.  | Siviglia            | 50 | 38 | 13 | 11 | 14 | 38 | 39 | -1  |
|       | 11.  | Osasuna             | 47 | 38 | 12 | 11 | 15 | 40 | 48 | -8  |
|       | 12.  | Atlético Madrid     | 47 | 38 | 12 | 11 | 15 | 51 | 56 | -5  |
|       | 13.  | Malaga              | 46 | 38 | 11 | 13 | 14 | 44 | 49 | -5  |
|       | 14.  | Real Valladolid     | 46 | 38 | 12 | 10 | 16 | 37 | 40 | -3  |
|       | 15.  | Villarreal          | 45 | 38 | 11 | 12 | 15 | 44 | 53 | -9  |
|       | 16.  | Racing Santander    | 44 | 38 | 13 | 5  | 20 | 54 | 64 | -10 |
|       | 17.  | Espanyol            | 43 | 38 | 10 | 13 | 15 | 48 | 54 | -6  |
|       | 18.  | Recreativo Huelva   | 36 | 38 | 8  | 12 | 18 | 35 | 61 | -26 |
|       | 19.  | Alavés              | 35 | 38 | 8  | 11 | 19 | 38 | 68 | -30 |
|       | 20.  | Rayo Vallecano      | 32 | 38 | 7  | 11 | 20 | 31 | 62 | -31 |

Legenda:
      Campione di Spagna e qualificata alla prima fase a gironi della UEFA Champions League 2003-2004.
      Qualificata alla prima fase a gironi della UEFA Champions League 2003-2004.
      Qualificate al terzo turno di qualificazione della UEFA Champions League 2003-2004.
      Qualificate al primo turno di Coppa UEFA 2003-2004.
      Ammesse al terzo turno di Coppa Intertoto 2003.
      Retrocesse in Segunda División 2003-2004.
Regolamento:
Tre punti a vittoria, uno a pareggio, zero a sconfitta.
In caso di arrivo di due o più squadre a pari punti, la graduatoria verrà stilata secondo la classifica avulsa tra le squadre interessate che prevede, in ordine, i seguenti criteri:
- Punti negli scontri diretti.
- Differenza reti negli scontri diretti.
- Regola dei gol fuori casa negli scontri diretti.
- Differenza reti generale.
- Reti realizzate in generale.
- Posizione nella classifica fair-play.

### Squadra campione
| Formazione tipo | Giocatori (presenze)           |
| --- | ------------------------------ |
| Casillas Helguera Hierro Roberto Carlos Salgado Zidane Makélélé Cambiasso Ronaldo Raúl Figo | Iker Casillas (38)             |
| Casillas Helguera Hierro Roberto Carlos Salgado Zidane Makélélé Cambiasso Ronaldo Raúl Figo | Míchel Salgado (35)            |
| Casillas Helguera Hierro Roberto Carlos Salgado Zidane Makélélé Cambiasso Ronaldo Raúl Figo | Roberto Carlos (37)            |
| Casillas Helguera Hierro Roberto Carlos Salgado Zidane Makélélé Cambiasso Ronaldo Raúl Figo | Iván Helguera (33)             |
| Casillas Helguera Hierro Roberto Carlos Salgado Zidane Makélélé Cambiasso Ronaldo Raúl Figo | Fernando Hierro (25)           |
| Casillas Helguera Hierro Roberto Carlos Salgado Zidane Makélélé Cambiasso Ronaldo Raúl Figo | Luís Figo (33)                 |
| Casillas Helguera Hierro Roberto Carlos Salgado Zidane Makélélé Cambiasso Ronaldo Raúl Figo | Zinédine Zidane (33)           |
| Casillas Helguera Hierro Roberto Carlos Salgado Zidane Makélélé Cambiasso Ronaldo Raúl Figo | Claude Makélélé (27)           |
| Casillas Helguera Hierro Roberto Carlos Salgado Zidane Makélélé Cambiasso Ronaldo Raúl Figo | Esteban Cambiasso (24)         |
| Casillas Helguera Hierro Roberto Carlos Salgado Zidane Makélélé Cambiasso Ronaldo Raúl Figo | Raúl (31)                      |
| Casillas Helguera Hierro Roberto Carlos Salgado Zidane Makélélé Cambiasso Ronaldo Raúl Figo | Ronaldo (31)                   |
| Casillas Helguera Hierro Roberto Carlos Salgado Zidane Makélélé Cambiasso Ronaldo Raúl Figo | Allenatore: Vicente del Bosque |
| Altri giocatori: Guti (34), Santiago Solari (28), Francisco Pavón (22), Flávio da Conceição (21), Fernando Morientes (19), Óscar Miñambres (16), Steve McManaman (15), Javier García Portillo (10), Albert Celades (3), Rubén González Rocha (1), Tote (1) |                                |

## Statistiche

### Squadre

#### Capoliste solitarie
|    | —— | ——  | —— | —— | ——            | ——            | ——            | ——            | ——            | ——            | ——            | ——            | ——            | ——            | ——            | ——            | ——            | ——            | ——            | ——            | ——            | ——            | ——            | ——          | ——          | ——          | ——          | ——          | ——          | ——          | ——          | ——  | ——            | ——            | ——            | ——  | ——  | —— |  |
|    |    | Cel |    |    | Real Sociedad | Real Sociedad | Real Sociedad | Real Sociedad | Real Sociedad | Real Sociedad | Real Sociedad | Real Sociedad | Real Sociedad | Real Sociedad | Real Sociedad | Real Sociedad | Real Sociedad | Real Sociedad | Real Sociedad | Real Sociedad | Real Sociedad | Real Sociedad | Real Sociedad | Real Madrid | Real Madrid | Real Madrid | Real Madrid | Real Madrid | Real Madrid | Real Madrid | Real Madrid |     | Real Sociedad | Real Sociedad | Real Sociedad | RMa | RMa |    |  |
|    |    |     |    |    |               |               |               |               |               |               |               |               |               |               |               |               |               |               |               |               |               |               |               |             |             |             |             |             |             |             |             |     |               |               |               |     |     |    |  |
|    |    |     |    |    |               |               |               |               |               |               |               |               |               |               |               |               |               |               |               |               |               |               |               |             |             |             |             |             |             |             |             |     |               |               |               |     |     |    |  |
| 1ª | 2ª | 3ª  | 4ª | 5ª | 6ª            | 7ª            | 8ª            | 9ª            | 10ª           | 11ª           | 12ª           | 13ª           | 14ª           | 15ª           | 16ª           | 17ª           | 18ª           | 19ª           | 20ª           | 21ª           | 22ª           | 23ª           | 24ª           | 25ª         | 26ª         | 27ª         | 28ª         | 29ª         | 30ª         | 31ª         | 32ª         | 33ª | 34ª           | 35ª           | 36ª           | 37ª | 38ª |    |  |

#### Primati stagionali
Squadre
- Maggior numero di vittorie: Real Madrid, Real Sociedad, Deportivo La Coruña (22)
- Minor numero di sconfitte: Real Madrid (4)
- Migliore attacco: Real Madrid (86)
- Miglior difesa: Valencia (35)
- Miglior differenza reti: Real Madrid (+44)
- Maggior numero di pareggi: Espanyol e Málaga (13)
- Minor numero di pareggi: Racing Santander (5)
- Maggior numero di sconfitte: Rayo Vallecano (20)
- Minor numero di vittorie: Rayo Vallecano (7)
- Peggior attacco: Rayo Vallecano (31)
- Peggior difesa: Alavés (68)
- Peggior differenza reti: Rayo Vallecano (-31)

### Individuali

#### Classifica marcatori
| Gol | Rigori |  | Giocatore         | Squadra             |
| --- | ------ |  | ----------------- | ------------------- |
| 29  | 3      |  | Roy Makaay        | Deportivo La Coruña |
| 23  |        |  | Nihat Kahveci     | Real Sociedad       |
| 23  |        |  | Ronaldo           | Real Madrid         |
| 20  | 1      |  | Darko Kovačević   | Real Sociedad       |
| 16  | 1      |  | Patrick Kluivert  | Barcellona          |
| 16  |        |  | Raúl              | Real Madrid         |
| 15  | 3      |  | Fernando          | Betis               |
| 15  | 4      |  | Javi Guerrero     | Racing Santander    |
| 14  | 3      |  | Samuel Eto'o      | Mallorca            |
| 14  |        |  | Joseba Etxeberria | Athletic Bilbao     |
| 13  | 2      |  | Fernando Torres   | Atlético Madrid     |
| 13  | 5      |  | Walter Pandiani   | Mallorca            |
| 13  |        |  | Javier Saviola    | Barcellona          |
| 13  |        |  | Ismael Urzaiz     | Athletic Bilbao     |